# Tratta araba degli schiavi

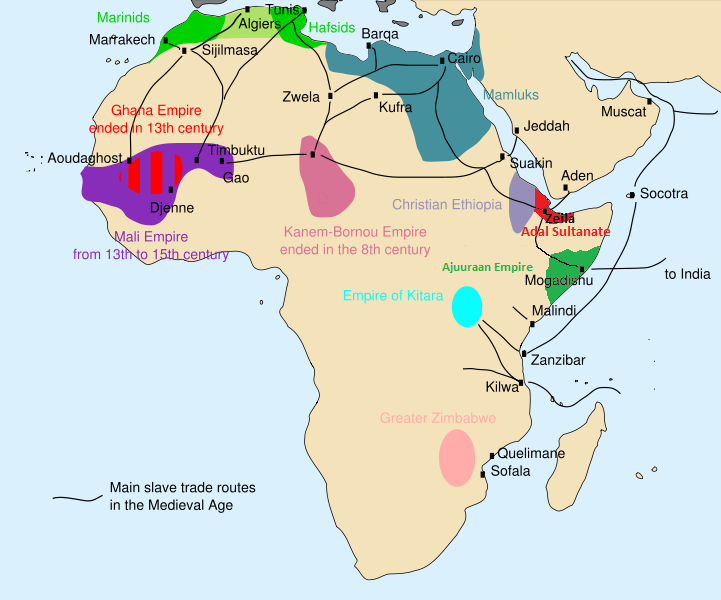
Le principali rotte degli schiavi nell'Africa nel medioevo

Con tratta araba degli schiavi, o tratta araba, si indica il commercio e la deportazione di schiavi per mano di mercanti arabi. Vittime della tratta, nel corso di tredici secoli, dal VII al XIX, furono soprattutto gli abitanti dell'Africa subsahariana (da 14 milioni a 17 milioni di persone) e quelli d'Europa (oltre 1,2 milioni solo dall'Europa occidentale oltre agli schiavi provenienti dall'Europa orientale).
Il commercio si è concentrato principalmente sugli itinerari posti tra l'Africa subsahariana, il Medio Oriente e l'Africa settentrionale. A differenza della tratta atlantica nel Nuovo Mondo, gli Arabi deportarono schiavi africani nel mondo islamico, che al suo apice si estendeva su tre continenti dall'Atlantico (Marocco, Spagna) all'Oceano Indiano (India, Indonesia).
La deportazione degli africani da parte degli arabi diminuì sensibilmente a partire dall'inizio del XX secolo, anche in seguito all'abolizione della schiavitù in molti Stati.

## Contesto storico e geografico
La tratta araba degli schiavi è nata prima dell'islam, è durata più di un millennio e nelle prime decadi del XXI secolo sopravvive ancora in alcuni luoghi. I mercanti arabi deportarono attraverso l'Oceano Indiano schiavi africani provenienti dagli attuali Kenya, Mozambico, Tanzania, Sud Sudan, Eritrea ed Etiopia, trasferendoli in varie altre zone dell'Africa orientale, negli attuali Iraq, Iran, Kuwait, Turchia, in altre parti del Vicino e del Medio Oriente e in Asia meridionale (principalmente in Pakistan e India).
Le prime regioni toccate dalla tratta praticata dagli Arabi furono quelle del Sahel (dal VII secolo) e dell'Africa orientale (dall'VIII secolo) e sino alla fine del XIX secolo queste rimasero le principali aree vittime della tratta, che si espanse progressivamente verso il centro del Continente africano da nord e da est. La deportazione di schiavi dall’Africa subsahariana proseguì sino alla fine del XIX secolo, quando venne fortemente ridimensionata e infine sradicata dall'intervento diplomatico e militare internazionale (soprattutto britannico) e dalla progressiva abolizione della schiavitù. Questa persistette tuttavia nell'illegalità e tra le maglie della legge per tutto il XX secolo e nei primi anni del XXI.
A partire dal IX secolo, agli schiavi provenienti dall'Africa subsahariana deportati nei Paesi arabi, si aggiunsero quelli provenienti dalle regioni montuose del Caucaso (Georgia, Armenia, Circassia), dall'Impero bizantino, dall'Europa orientale (chiamati Saqaliba) e dall'Europa occidentale (comprese le Isole britanniche e l'Islanda). La tratta araba di popolazioni europee (che dal XVI secolo finì per coincidere con la tratta barbaresca) si arrestò definitivamente nei primi decenni del XIX secolo, in seguito agli interventi militari di Stati Uniti, Svezia, Regno Unito, Paesi Bassi e Francia contro i Corsari barbareschi sulla costa magrebina: la Prima guerra barbaresca (1801-1805), la Seconda guerra barbaresca (1815), il Bombardamento di Algeri (1816) e l'Invasione di Algeri (1830).
Nel corso di tredici secoli la tratta araba ha seguito due vie principali:
- I percorsi via terra attraverso il Sahara.[21] La tratta trans-sahariana fu la prima a prendere forma e l’ultima a terminare: gli schiavi deportati dalla regione del Sahel (in maggioranza giovani donne e ragazzi)[22] erano condotti a piedi attraverso il deserto in lunghe carovane sino al Marocco o alla Valle del Nilo.[23] Nel XIV secolo, il viaggiatore arabo Ibn Battuta, di ritorno in Marocco dalla città di Gao, riferisce di aver viaggiato con una carovana di 600 schiave, lui stesso ricevette un giovane ragazzo come dono da un emiro nei pressi di Gao e acquistò due schiave durante il viaggio verso casa.[24] Il primo documento relativo alla tratta risale al 652: il durante il Califfato dei Rashidun un trattato (il Bakt) impose allo stato cristiano della Makuria la consegna annua di 360 schiavi di ambo i sessi all’Egitto[25] e un trattato analogo, imposto nel 666 dal califfo Uqba ibn Nafi' alle popolazioni non-musulmane del Fezzan, prevedeva la consegna di centinaia di schiavi.[26] La tratta proseguì per oltre un millennio e nel primo Ottocento, nell’attuale Sudan, la schiavitù era così diffusa che lo Stato accettava schiavi come pagamento delle tasse e viceversa cedeva schiavi come salario ai propri soldati.[27] Nel 1858 il console britannico a Tripoli stimava che gli schiavi rappresentassero oltre i due terzi del valore del commercio trans-sahariano.[28]
- Le rotte marittime attraverso il Mar Rosso e l'Oceano Indiano.[29][30] Gli schiavi provenienti dalle regioni interne dell'Africa orientale (chiamati spregiativamente Zanj, all’origine del toponimo Zanzibar) venivano condotti a piedi verso la costa e da lì deportati su piccole imbarcazioni, attraverso l'Oceano Indiano e il Mar Rosso, nella Penisola araba e nel Golfo Persico,[31] dove erano impiegati soprattutto nella bonifica delle paludi salmastre della Mesopotamia.[25] La tratta iniziò nell’VIII secolo con la fondazione delle colonie commerciali arabe sulla costa africana[32] e già nel IX secolo gli schiavi deportati in Mesopotamia erano in numero sufficiente per potersi ribellare e tenere sotto controllo la regione di Bassora per quattordici anni prima di essere sconfitti (→ Rivolta degli Zanj).[33] Alcuni erano deportati sino all'India e alla Cina: una cronaca cinese del IX secolo menziona carovane formate da migliaia di schiavi condotti dal centro del continente africano alle città arabe della costa.[34] Sull'Africa orientale, Ibn Battuta riferisce che il sultano di Kilwa[Quale?] era impegnato in un Jihād contro le popolazioni non musulmane dell'entroterra: compiva numerose razzie nelle loro terre, saccheggiandole e ricavandone ricchezze.[35] In altre occasioni gli schiavi erano scambiati con attrezzi in metallo, armi, vetro e bevande alcoliche.[36] Una parte degli schiavi rimaneva invece nelle piantagioni situate lungo la costa africana o sulle isole prospicienti: a Zanzibar e a Pemba nel XIX secolo si trovavano circa 100000 schiavi attivi nella coltivazione e nella produzione di chiodi di garofano, in queste piantagioni (sviluppatesi su impulso del sultano Majid bin Sa'id) il tasso di mortalità degli schiavi raggiungeva il 20% annuo.[37]

Vie minori della tratta araba sono state invece le rotte marittime attraverso il Mediterraneo e il Mar Nero, dove transitavano gli schiavi catturati in Europa.

## Funzioni e scopi
Obiettivo principale della tratta fu l'importazione di forza lavoro coatta nei Paesi arabi, dove gli schiavi vennero impiegati nei lavori agricoli, artigianali e domestici, vennero arruolati nell'esercito (→ Mamelucchi, Ghilman), nell'amministrazione pubblica (→ Eunuchi) oppure vennero posti a lavorare nelle miniere, nelle piantagioni o come rematori sulle navi nel Mediterraneo. Accanto allo sfruttamento lavorativo, gli schiavi vennero sottoposti allo sfruttamento sessuale: le schiave erano tenute come concubine e costrette a subire stupri durante le marce di trasferimento e nei luoghi di destinazione; nelle città del Maghreb si registrò l'impiego di schiave anche come prostitute.
Una peculiarità della tratta araba fu il coinvolgimento diretto delle autorità nell'acquisizione, nel possesso e nel commercio di schiavi: nel XVIII secolo il Sultanato Fung di Sennar organizzava annualmente la deportazione di migliaia di schiavi verso l’Egitto, analogamente a quanto fecero i sultanati del Bornu e del Darfur. La cattura di schiavi fu inoltre l’obiettivo dichiarato dal governatore dell'Egitto Mehmet Ali quando invase il Sudan nel 1820; gli schiavi furono impiegati nella coltivazione del cotone, la cui esportazione finanziò le costose riforme intraprese dallo stesso Mehmet Ali e dai suoi successori.
Gli storici stimano che 10-18 milioni di Africani furono fatti schiavi dai mercanti di schiavi arabi e portati nel mondo islamico attraverso il Mar Rosso, l'Oceano Indiano e il Sahara tra il 650 e il 1900, cui si deve aggiungere un numero perlomeno triplo di Africani uccisi durante le razzie o morti durante le marce di trasferimento. A causa della natura del commercio degli schiavi nel mondo arabo è anche impossibile fornire dati certi sulla schiavitù. Gli storici che si accostano all'argomento sono infatti confrontati con la mancanza di archivi e biblioteche nei luoghi della tratta e con l'assenza di una letteratura abolizionista araba. Per il periodo medievale e moderno, la ricerca storica si basa soprattutto sullo studio della demografia, sull'interpretazione dei testi arabi e europei coevi agli eventi, sulla tradizione orale africana, sugli scavi archeologici nei siti toccati dalla tratta, sulla numismatica (osservando la distribuzione delle diverse monete nelle differenti regioni) e sulle concordanze fra gli aneddoti riportati dai singoli viaggiatori. Per l'Ottocento la ricerca attinge invece a dati più precisi: registri commerciali e doganali, relazioni di esploratori e geografi, censimenti, testimonianze dirette di vittime della schiavitù, documenti diplomatici e fotografie.
Su queste basi la storiografia ha cercato di quantificare il numero delle vittime della tratta araba a sud del Sahara tra il VII e il XX secolo: nel 1993 lo storico dell'economia Paul Bairoch ha calcolato il numero delle vittime in un valore compreso tra 14 e 15 milioni di persone, ricerche precedenti e successive propongono un totale di 17 milioni di persone. 1,2 milioni sarebbero inoltre gli Europei vittime della tratta barbaresca in Età moderna. Imprecisato invece il numero di abitanti dell'Europa orientale e delle province asiatiche dell'Impero bizantino deportati nel Mondo arabo nel corso del Medioevo.

Il mercato degli schiavi (c. 1866), di Jean-Léon Gérôme.

Le frequenti incursioni arabe nella Spagna islamica e nei regni cristiani circostanti portavano spesso un cospicuo bottino di schiavi, in un raid contro Lisbona nel 1189, ad esempio, il califfo almohade Abū Yaʿqūb Yūsuf II prese 3000 donne e bambini prigionieri, mentre il suo governatore di Cordova, in un attacco successivo su Silves nel 1191, prese 3000 schiavi cristiani. Nel 1535 la spedizione militare di Khayr al Din contro l'isola di Minorca ridusse in schiavitù e deportò nel Maghreb 6000 abitanti e nove anni dopo, un'incursione alle Isole Eolie, ne deportò 12000. Inoltre, come appendice della tratta araba, l'espansione ottomana in Europa e i raid tatari avrebbero deportato milioni europei cristiani nel mondo arabo. (→ Schiavitù nell'Impero ottomano)
La tratta araba degli schiavi è talvolta chiamata Tratta arabo-musulmana o più semplicemente (dopo aver circoscritto il contesto all'Africa) Tratta musulmana o Tratta islamica. In parte poiché la rete commerciale della tratta oltrepassava i confini della Lingua araba, coinvolgendo entità statali e popoli non-arabi accomunati solo dalla religione musulmana. In parte poiché proprio l'elemento religioso entrava in gioco nel momento in cui prendeva forma la tratta: procacciatrici di schiavi erano soprattutto le guerre e le razzie contro i popoli non-musulmani e che rifiutavano di convertirsi (il Jihād) o contro coloro che rifiutavano di pagare la tassa discriminatoria imposta ai non-musulmani negli stati islamici (la jizya). Al momento dell'arrivo dei mercanti arabi a sud del Sahara, l'istituzione della schiavitù era già presente nelle società africane (→ Schiavismo in Africa) e nei Paesi arabi la schiavitù è attestata almeno dal VI secolo, in epoca pre-islamica. Tuttavia, in relazione alla tratta araba, storici e ricercatori sottolineano la formazione di un confine religioso oltre che linguistico: Tratta nel mondo arabo-musulmano è anche la dicitura utilizzata dall'UNESCO nell'ambito del programma di ricerca sulle tratte in Africa Slave Route Project. Patrick Manning, professore di storia, afferma: Se una popolazione non-musulmana rifiuta di adottare l'Islam come religione o pagare la Jizya per la protezione, questa popolazione diventa nemica della Umma e quindi diventa legale secondo il diritto islamico prendere schiavi da quella popolazione non-musulmana. L'utilizzo dei termini "commercio islamico" o "mondo islamico" è stato contestato da alcuni musulmani in quanto l'Africa, o una parte trascurabile di essa, è considerata Dār al-ḥarb, cioè estranea al territorio musulmano La propagazione dell'Islam in Africa ha spesso rivelato un atteggiamento cauto nei confronti del proselitismo a causa del suo effetto nel ridurre la potenziale riserva di schiavi.

## I risvolti economici e sociali
Assunta la cifra di 17 milioni di vittime della tratta araba nel corso di tredici secoli, dall'Africa subsahariana vennero deportati mediamente oltre 13000 schiavi all'anno attraverso il Sahara, il Mar Rosso e l'Oceano Indiano. Oltre alla perdita delle persone deportate, vi furono quelle decedute per le devastazioni delle guerre e delle razzie degli schiavisti, per le marce di trasferimento della popolazione schiava, per le violenze sessuali e per le operazioni di castrazione sui ragazzi (volte a soddisfare la richiesta di eunuchi) che avevano un tasso di mortalità del 90%. Nelle regioni del Sahel e in quelle più a sud, che subirono ininterrottamente la tratta araba, si creò un forte scompenso demografico che compromise la capacità di crescita numerica della popolazione, poiché vennero deportati soprattutto giovani donne e bambini, uomini e anziani erano uccisi sul posto.
Con l'arrivo degli Arabi a sud del Sahara l'istituzione africana della schiavitù venne profondamente trasformata in funzione della tratta e si creò un'economia subordinata agli interessi dei commercianti di schiavi. A causa di ciò i regni saheliani integrati nel sistema della tratta araba (tra il corso del Niger e l'Alto Nilo) divennero delle grandi economie schiaviste: l'Impero Songhai, il Califfato di Sokoto, i sultanati hausa, l'Impero Kanem e il Regno di Bornu, il Sultanato Wadai, il Sultanato del Darfur e il Sultanato Fung di Sennar. Questi stati prosperarono razziando gli schiavi nelle regioni meridionali, impiegandone una parte nell'economia interna e rivendendone una parte ai mercanti arabi a nord.
Nell'Europa mediterranea e nelle province asiatiche dell'Impero bizantino, la tratta araba e quella barbaresca modificarono soprattutto la geografia degli insediamenti: il timore di essere catturati da Arabi e Saraceni o da corsari barbareschi spinse gli abitanti dei litorali a ritirarsi nell'entroterra o a punteggiare la costa con torri di avvistamento e fortificazioni costiere per prevenire le incursioni. Le spedizioni barbaresche finalizzate alla cattura di schiavi europei, descritte nelle cronache del XVI secolo, erano accompagnate da incendi, rapine e stupri su donne e bambini. Lo storico francese Fernand Braudel rileva la parallela ascesa economica di Algeri nella seconda metà del Cinquecento e nella prima metà del Seicento grazie alla guerra di corsa e alle razzie sulle coste europee. Negli stessi decenni, sulla costa magrebina, vennero più volte ampliati i luoghi di detenzione degli schiavi europei a causa del loro aumento.
La tratta seminò nel Mondo arabo il pregiudizio negativo nei confronti degli abitanti dell'Africa subsahariana. Ibn Battuta lascia inoltre intendere che nelle città del Mali la popolazione autoctona e gli Arabi vivessero in zone separate: giunto a Timbuctù nel 1353, egli afferma di essersi messo immediatamente alla ricerca di un alloggio nel quartiere dei bianchi.
La tratta ebbe conseguenze anche all'interno del Mondo arabo: dopo una forte crescita iniziale (che coincise con l'Epoca d'oro islamica), l'economia dei Paesi arabi riposò sulla schiavitù e non attivò quelle trasformazioni che avrebbero condotto altri Paesi alla rivoluzione industriale nonostante i grossi profitti generati dalla tratta (lo storico britannico Arnold J. Toynbee li quantifica in un 20% del capitale investito, mediamente il doppio dei guadagni generati in Europa dalla Tratta atlantica). La grande disponibilità di manodopera schiava non stimolò la ricerca di processi di automazione e le macchine industriali che andavano diffondendosi in Europa sin dal XVIII secolo non destarono interesse nel Mondo arabo. Fallì anche il tentativo intrapreso dall'Egitto, a metà Ottocento, di importare l'industrializzazione dall'estero, come, per esempio, fece con successo il Giappone con le riforme del Rinnovamento Meiji nel 1868. Impreparata all'abolizione della schiavitù, che venne imposta dall'esterno, l'economia dei Paesi arabi entrò in una fase di declino.

## La fine
Nel Mondo arabo l'abolizione della tratta non fu un processo endogeno e non si assistette alla formazione di un movimento abolizionista autoctono: la deportazione degli schiavi terminò solo a seguito delle pressioni diplomatiche e militari di quella che andava delineandosi come la comunità internazionale. Sul terreno giocarono un ruolo fondamentale nella lotta alla tratta le missioni cristiane (protestanti e cattoliche, soprattutto nella regione dei Grandi Laghi, che fornivano riparo agli schiavi fuggitivi), la politica britannica di accordi commerciali vincolati alla cessazione della tratta (in particolare nell’Africa occidentale) e il dispiegamento di unità navali britanniche nelle acque dell'Oceano Indiano e del Mar Rosso (l'East Africa Squadron basato a Zanzibar). Il contrasto alla tratta araba invocato dall'opinione pubblica europea venne presentato come il principale obiettivo degli interventi che nei fatti portarono all’istituzione di protettorati  e alla conquista di colonie in Africa.
La tratta venne in definitiva sradicata, ma nella pratica l'atteggiamento dei regimi coloniali si dimostrò a lungo cauto nei confronti della schiavitù, in parte proprio per non dispiacere le élite arabe. Nello Stato Libero del Congo retto da Leopoldo II del Belgio il trafficante di schiavi Tippu Tip venne cooptato nell'amministrazione dello Stato per sei anni.
Nel Sudan Anglo-Egiziano la Gran Bretagna tollerò per anni il perpetuarsi della schiavitù domestica, dopo che un'incisiva politica anti-schiavista aveva provocato l'insurrezione islamista del Mahdi.
Anche l'amministrazione coloniale dell'Africa Occidentale Francese rimase inizialmente inattiva a seguito di un censimento di inizio Novecento che rivelò l’ampia diffusione della schiavitù nel Sahel: in alcuni Stati tra un terzo e la metà della popolazione era costituita da schiavi. L'ultimo mercato pubblico di schiavi venne chiuso in Marocco dalle autorità francesi nel 1920.
Nel 1926 la maggioranza degli Stati membri della Società delle Nazioni approvò una risoluzione che vietava la tratta, impegnando implicitamente le potenze coloniali a reprimerla nei territori che al momento si trovavano sotto la loro giurisdizione; nel 1929 venne avvistata l'ultima carovana di schiavi nel Sahara, in territorio libico.